# Ambutrix
Ambutrix és un municipi francès situat al departament de l'Ain i a la regió d'Alvèrnia-Roine-Alps. L'any 2007 tenia 649 habitants.

## Demografia

### Població
El 2007 la població de fet d'Ambutrix era de 649 persones. Hi havia 265 famílies de les quals 75 eren unipersonals (32 homes vivint sols i 43 dones vivint soles), 75 parelles sense fills, 99 parelles amb fills i 16 famílies monoparentals amb fills.
La població ha evolucionat segons el següent gràfic:
Habitants censats

### Habitatges
El 2007 hi havia 286 habitatges, 264 eren l'habitatge principal de la família, 10 eren segones residències i 12 estaven desocupats. 270 eren cases i 15 eren apartaments. Dels 264 habitatges principals, 188 estaven ocupats pels seus propietaris, 72 estaven llogats i ocupats pels llogaters i 4 estaven cedits a títol gratuït; 6 tenien una cambra, 11 en tenien dues, 30 en tenien tres, 79 en tenien quatre i 138 en tenien cinc o més. 230 habitatges disposaven pel capbaix d'una plaça de pàrquing. A 91 habitatges hi havia un automòbil i a 158 n'hi havia dos o més.

### Piràmide de població
La piràmide de població per edats i sexe el 2009 era:
| Homes | Edats   | Dones |
| ----- | ------- | ----- |
| 0     | 95 o +  | 4     |
| 0     | 90 a 94 | 0     |
| 0     | 85 a 89 | 8     |
| 4     | 80 a 84 | 0     |
| 8     | 75 a 79 | 8     |
| 8     | 70 a 74 | 8     |
| 16    | 65 a 69 | 16    |
| 8     | 60 a 64 | 12    |
| 28    | 55 a 59 | 8     |
| 8     | 50 a 54 | 24    |
| 24    | 45 a 49 | 20    |
| 40    | 40 a 44 | 28    |
| 20    | 35 a 39 | 20    |
| 24    | 30 a 34 | 24    |
| 28    | 25 a 29 | 20    |
| 16    | 20 a 24 | 4     |
| 28    | 15 a 19 | 16    |
| 40    | 10 a 14 | 24    |
| 16    | 5 a 9   | 8     |
| 8     | 0 a 4   | 20    |

## Economia
El 2007 la població en edat de treballar era de 456 persones, 356 eren actives i 100 eren inactives. De les 356 persones actives 335 estaven ocupades (185 homes i 150 dones) i 21 estaven aturades (7 homes i 14 dones). De les 100 persones inactives 37 estaven jubilades, 31 estaven estudiant i 32 estaven classificades com a «altres inactius».

### Ingressos
El 2009 a Ambutrix hi havia 261 unitats fiscals que integraven 656,5 persones, la mediana anual d'ingressos fiscals per persona era de 21.181 €.

### Activitats econòmiques
Dels 35 establiments que hi havia el 2007, 1 era d'una empresa alimentària, 7 d'empreses de construcció, 14 d'empreses de comerç i reparació d'automòbils, 3 d'empreses de transport, 1 d'una empresa d'hostatgeria i restauració, 3 d'empreses de serveis, 2 d'entitats de l'administració pública i 4 d'empreses classificades com a «altres activitats de serveis».
Dels 12 establiments de servei als particulars que hi havia el 2009, 4 eren tallers de reparació d'automòbils i de material agrícola, 1 paleta, 2 guixaires pintors, 3 lampisteries, 1 electricista i 1 restaurant.
Dels 4 establiments comercials que hi havia el 2009, 1 era una botiga de roba, 2 botigues de mobles i 1 una botiga de material de revestiment de parets i terra.

## Equipaments sanitaris i escolars
El 2009 hi havia una escola elemental.

## Poblacions més properes
El següent diagrama mostra les poblacions més properes.